# Антоніо Гонсалес-і-Гонсалес
Антоніо Гонсалес-і-Гонсалес, 1-й маркіз Вальдетеррасо (ісп. Antonio González y González; 5 січня 1792 — 30 листопада 1876) — іспанський політик, дипломат і правник, голова Конгресу депутатів, двічі очолював іспанський уряд.